# Лаовай
Лаовай (кит. упр. 老外, пиньинь lǎowài) — (может быть пренебрежительным понятием) иностранец, человек из другой страны, чаще — европейской внешности, который не понимает или плохо понимает по-китайски и с трудом ориентируется в обычаях и порядках повседневной жизни Китая.
В многотиражном словаре современного китайского языка «Сяньдай ханьюй цыдянь» слово «лаовай» определено как разговорное, в первом значении синонимичное слову «вайхан» (кит. упр. 外行, «профан, невежда; неопытный»), а во втором — слову «вайгожэнь» (кит. упр. 外国人, «иностранец»). В советском четырёхтомном «Большом китайско-русском словаре» слово «лаовай» имеет лишь одно значение: престарелый мужчина, являющийся второстепенным персонажем в китайском театре.
Для сравнения: иностранец (вайгожэнь, кит. 外国人) — нейтральное слово, употребляемое гораздо реже в повседневной речи детей и взрослых.

## Происхождение термина
Как можно проследить в исторических текстах, издревле китайцы называли иностранцев «фань» (чужеземец) и «и» (иноземцы, в древних источниках так называли преимущественно восточные народности). В Цинскую династию некоторые авторы английскую агрессию называли словами «и хуань» (бедствие, причинённое чужеземцами). Оба эти обращения имеют очевидно негативный смысл. После того, как в период династии Цин Китай закрылся от остального мира, ему пришлось пережить агрессию со стороны великих западных держав.
Поражение в той войне (см.Опиумные войны) позволило постепенно узнать людей из-за океана, что отразилось и в будущем закрепилось в обращениях «янъи» и «янжэнь» (заморские люди). Сложные переживания обуславливали появление различных слов и названий. В условиях раболепной «страсти ко всему иностранному» среди тех, кто не желал мириться с превосходством завоевателей, появились бранные выражения, повстанцы движения Ихэтуань стали звать иностранцев «ян гуйцзы» (заморские дьяволы). После Второй мировой войны, когда китайская нация воспрянула, слово «янжэнь» для обозначения иностранцев было трансформировано в «вайго лао» (человек из другой страны), что впоследствии превратилось в обращение «вайго жэнь», имеющее тот же смысл. Термин «лаовай» появился в 80-х годах XX в. и продолжает существовать и сегодня.

## Значение термина
В современный Китай стали приезжать в большом количестве иностранцы как туристы или для установления дипломатических, дружественных и культурных контактов. Идеи равенства и обоюдной выгоды — вот что пришло на смену царившим некогда отношениям. То, что словосочетание «вайго жэнь» (человек другого государства) сменилось обращением «лаовай», также стало результатом этого общего движения вперёд, явлением закономерного исторического развития.
В этом слове
1) «вай» является сокращением от полного словосочетания «вайго жэнь»;
2) «лао» (пожилой, уважаемый, почтенный) — это уважительное слово, традиционно добавляемое перед фамилией человека для большей степени душевности обращения, например Лао Чжан, Лао Ли, Лао Цзы, где второе слово — фамилия человека.
Поэтому в целом в данном обращении иностранцы не должны усматривать какие-либо негативные коннотации.